# ناصر الخلیفی
ناصر الخلیفی (انگلیسی: Nasser Al-Khelaifi؛ زادهٔ ۱۲ نوامبر ۱۹۷۳) یک تاجر و سرمایه‌دار و همچنین بازیکن حرفه‌ای سابق تنیس اهل کشور قطر است.
او رئیس هیئت مدیره و مدیرعامل گروه بی‌ان مدیا، رئیس سرمایه‌گذاری‌های ورزشی قطر، رئیس فدراسیون تنیس قطر (QTF) و معاون فدراسیون تنیس آسیایی برای غرب آسیا (ATF) است.
وی همچنین هم‌اکنون مدیرعامل باشگاه فوتبال پاری سن ژرمن است. او در سال‌های ۲۰۱۵ و ۲۰۱۶ به عنوان مدیر محبوب لوشامپیونه و قدرتمندترین مرد فوتبال فرانسه شناخته شد. وی همچنین با خرید نیمار و کیلیان امباپه برای باشگاه فوتبال پاری سن ژرمن رکورد گران‌ترین انتقال تاریخ فوتبال را شکست.

## زندگی
پدر و پدربزرگ او صیاد مروارید بودند. وقتی ۱۱ ساله بود رابطه او با امیر قطر شروع شد. فارغ‌التحصیل دانشگاه اقتصاد قطر است. به مدت ۵سال در تیم تنیس قطر بازی کرد واز سال ۲۰۰۸ رئیس اتحاد تنیس قطر است. هفتمین ثروتمند باشگاه دار دنیا و جزو ۲۴۰ ثروتمندترین افراد دنیاست.

## حرفه

### رسانه‌های ورزشی
کار خود را به عنوان مدیر حقوقی در تلویزیون ورزشی جزیره شروع کرد. در سال ۲۰۱۳ به عنوان مدیر عامل شبکه‌های ورزشی جزیره ترفیع پیدا کرد و سپس به رئیس شبکه‌های تلویزیونی بین اسپورت تبدیل شد.

### پاری سن ژرمن
بعداز اینکه سازمان سرمایه‌گذاری قطر در سال ۲۰۱۱ باشگاه پاری سن ژرمن را خرید ناصر الخلیفی به عنوان رئیس آن انتخاب شد. او توانست ستاره‌های بزرگی از قبیل دیوید بکهام، نیمار، زلاتان ابراهیموویچ، ادینسون کاوانی، کیلیان امباپه، سرخیو راموس، جورجینیو واینالدوم، جانلوئیجی دوناروما و لیونل مسی را به باشگاه جذب کند و ۱۳ جام در فوتبال کسب کند. در سال ۲۰۱۵ تمام صندلی‌های باشگاه را به صندلی‌های راحتی تبدیل کرد و ۱۰۰ میلیون دلار برای بهینه و افزایش کیفیت باشگاه در نظر گرفته شده‌است.

### جریمه
در سپتامبر ۲۰۱۸ دادگاه اقتصادی مصر، شبکه‌های تلویزیونی بین سپورت و رئیس آن ناصر الخلیفی به دلیل مخالفت در ماده ۸ قانون حمایت از رقابت، ۴۰۰ میلیون جنیه جریمه کرد.
شرکت بین اسپورت اقدام به قطع شبکه‌های خود از مشترکین در ماهواره مصری (نایل سات) شد؛ که آن‌ها را مجبور به تحویل دستگاه‌های رسیور سهیل سات کرد؛ و ضربه جدی به ماهواره مصری وارد شد.